# Janusz Laskownicki

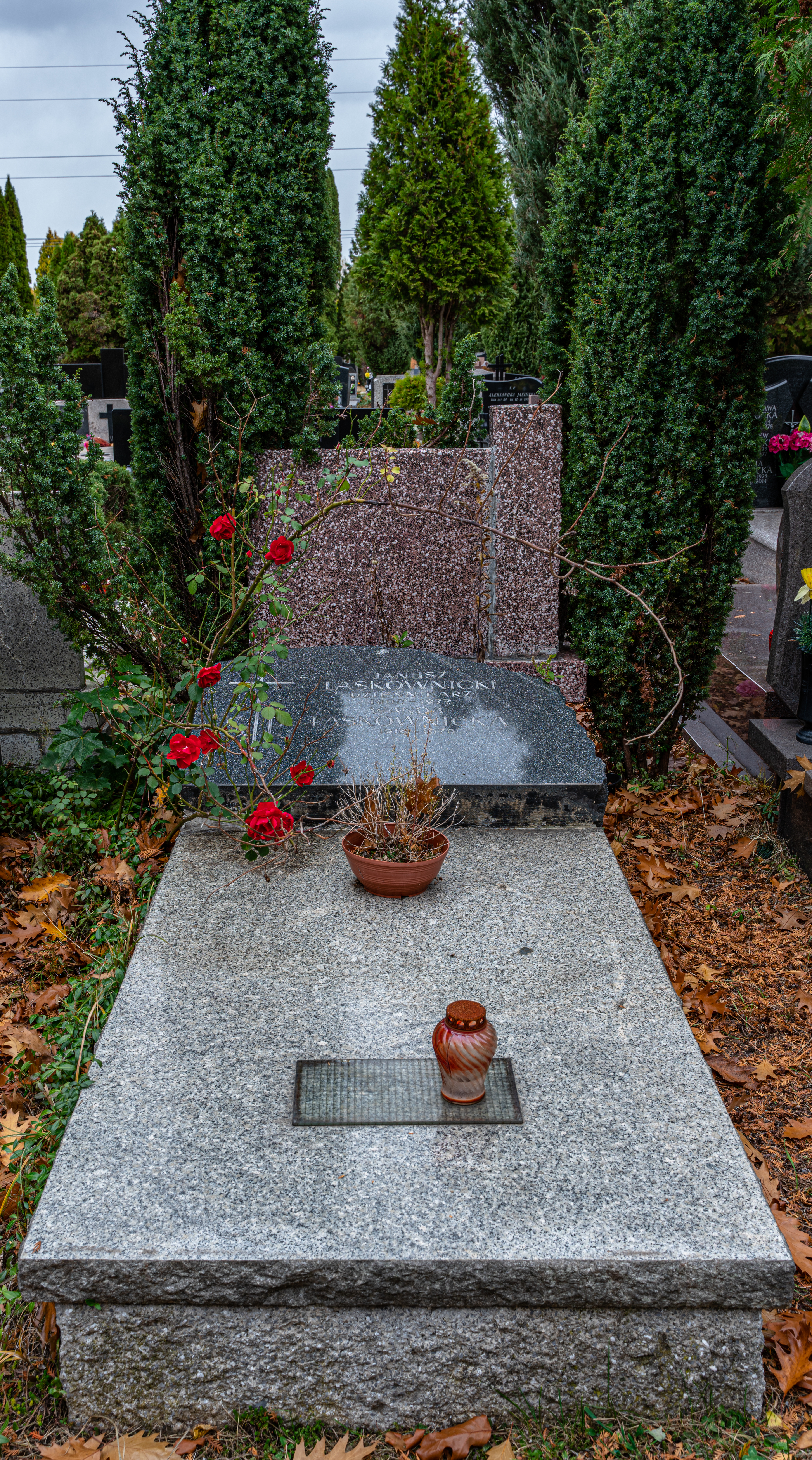
Grób Janusza Laskownickiego na cmentarzu komunalnym Północnym w Warszawie

Janusz Laskownicki (ur. 22 marca 1900 we Lwowie, zm. 28 maja 1977 w Warszawie) – polski dziennikarz prasowy.

## Życiorys
Syn Bronisława Laskownickiego i Izabeli z Taborów. Po ukończeniu gimnazjum we Lwowie rozpoczął studia na Wydziale Prawa Uniwersytetu Jana Kazimierza. W latach 1912–1914 był członkiem skautingu. Od grudnia 1917 służył w Polskiej Sile Zbrojnej, a następnie w Wojsku Polskim. Od 1920 podporucznik rezerwy. 29 stycznia 1932 został mianowany porucznikiem ze starszeństwem z 2 stycznia 1932 i 246. lokatą w korpusie oficerów rezerwowych piechoty. Posiadał wówczas przydział w rezerwie do 31 Pułku Strzelców Kaniowskich w Łodzi, a w 1934 do 26 Pułku Piechoty w Gródku Jagiellońskim.
Od 1921 pracował jako dziennikarz we Lwowie, był sprawozdawcą sądowym i sportowym. W 1925 został sekretarzem redakcji w Wieku Nowym. W 1926 wyjechał na studia praktyczne do Paryża, po powrocie w 1927 został sprawozdawcą parlamentarnym Expressu Porannego w Warszawie. W 1932 został redaktorem naczelnym Lwowskiego Ilustrowanego Expressu Wieczornego, był prezesem rady okręgowej Unii Pracowników Umysłowych i wiceprezesem Ligi Piłki Nożnej. Członek zarządu Związku Rez. Klubu Szermierczego i innych organizacji sportowych.
Od 1930 był mężem Anny Goldberg.
Walczył podczas kampanii wrześniowej, okres okupacji hitlerowskiej spędził w oflagu w Woldenbergu. Po zakończeniu wojny zamieszkał w Warszawie, pracował w redakcjach Robotnika, Dziennika Ludowego, w Socjalistycznej Agencji Prasowej i w Głosie Pracy.
Pochowany na cmentarzu komunalnym Północnym w Warszawie (kwatera W-VI-4-4-17).

## Odznaczenia
- Medal 10-lecia Polski Ludowej (12 stycznia 1955)[6]